# Корнумутілія чотирисмуга
Сарниця чотирисмуга (Cornumutila quadrivittata Gebler, 1830 = Letzneria lineata Letzner, 1843) — жук з родини Скрипунових.

## Поширення
Сарниця чотирисмуга є бореально-альпійським видом у складі європейсько-сибірського зоогеографічного комплексу. Араеал цього виду охоплює гірські райони Європи та північну частину Євразії.

В області Українських Карпат Сарниця чотирисмуга зустрічається дуже рідко у внутрішніх гірських районах. Вид прив'язаний до хвойних лісів, утворених ялиною та ялицею.

## Морфологія

### Імаго
Голова коротка, зверху виглядає сильно поперечною і широкою. Щоки добре розвинені, звичайно, дещо довші половини діаметра очей. Скроні паралельні, коротші щік, різко намічені їх задні кути помітно виступають, голова позаду них глибоко і різко перетягнута. Очі великі, в передній частині верхньої частки помірно виїмчасті, нижня частка значно ширше за верхню. Останній членик ніжньощелепних щупиків довгий і неширокий, паралельний ледь звужений до вершини, на вершині зрізаний, 3-й членик вусиків дуже короткий. Передньоспинка слабо звужена до вершини, її задні кути дуже слабо виступають. Надкрилля подовжені, паралельні з поздовжньо-смугастим малюнком, на кінці з виїмкою. Відросток Переднегрудей довгий і дуже вузький, середньогрудей — ширший, паралельний. Ноги помірно короткі. Стегна потовщені у другій половині

### Личинка
Личинка морфологічно близька до Nivellia та Strangalomorpha. Характеризується несклеротизованими, без помітних шипів, слабо шагреновидними передньогрудьми. Плевра передньогрудей в густих, ледве помітних шипах.

## Життєвий цикл
Генерація дворічна.